# AEM八戸
AEM八戸（アエマはちのへ）とは、青森県八戸市中心市街地に所在する複合商業施設。

## 概要
AEM八戸は、2022年に営業を終了した三春屋百貨店の跡地1階フロアに開設されたインドア型フードテーマパークとして、2025年4月15日にグランドオープンした。開業時には飲食店と物販店計11店舗が入居し、ステージイベントのほか、ケバブ店、ドッグカフェ、たこ焼き店などが営業。初日には約30名の来場者が列をなしたと報じられた。同社の年間来客目標は300万人。

### アクセス
- 所在地：青森県八戸市十三日町13
- 最寄り駅：本八戸駅から徒歩約500m

## テナント
出店テナントの詳細および営業時間は公式サイトの「Shop List」をご覧ください
- ドネルケバブ - ケバブHouse
- ベーカリー -  生はちみつ食パンローズメイ
- 物販 - アジアンマーケットAEM
- フードパーク - FOODHALL LAB101
- フレンチトースト -  美味しい誘惑 HONEY × TRAP
- ドリップコーヒー - ゆうぐれぐも
- ラーメン - NaCl
- 韓国料理 - ホンデポチャ
- 韓国料理 - タッカンマリ
- 唐揚げ 定食 - クレイジーフーズ
- ペルー料理 - アイミルカ
- カレー - インドカレーウサブ
- たい焼き 焼きそば - たい焼きと揚げ物のお店 悠
- たこ焼き - 大阪やき三太ダイニングNARITA
- バラ焼き わたあめ - 夢絆
- スイーツ - ごほうびや
- ベトナム料理 - ベトナム屋台cafe wow Bánh Mi
- ラーメン - 三八食堂
- ドリンクスタンド - ルナステーション
- ピザｘポテト - PiPoTe
- 甘味処 - ぐ～たら
- 居酒屋 - よってっ亭
- ネイルサロン - obsessed by avocado house
- アニマルカフェ - エキゾチックアニマルカフェ Ricky
- VRカフェ - Virtual Reality Cafe

## 歴史

### 計画
2022年4月10日に旧三春屋百貨店が閉業後、2023年10月17日に運営会社のアエマ社が新商業施設計画を発表。「アジア」をテーマとした飲食、物販、サービスなど約100店舗の誘致を目指す方針を明らかにした。当初計画では年間売上高目標を25億円、初期投資額を8億円以内とした。青森テレビは「東北最大級のインドア型テーマパーク」が開業予定であると報じた。　

### 資金調達
WeCapitalの子会社ヤマワケエステートは、2024年1月24日から同年2月8日まで 不動産クラウドファンディングにて6億9700万円を年利13.5%、運用期間12か月として募集し資金調達をした。

### 開業延期
当初2024年4月26日と設定されていた開業予定は延期され、同年6月27日、さらに同年10月頃へと複数回にわたり延期された。アエマ社は、建材の調達難や納品遅延、人手不足による工事の遅滞、関係機関との許認可手続き遅延が原因とした。

### 公益通報
一方、ヤマワケエステート社の親会社WeCapital社に対する公益通報によりアエマ八戸の建設工事費の2億円が工事業者に持ち逃げされ、ファンドの償還目途が立っていないことが公表された。
また、WeCapitalの別の取締役に対し株主代表訴訟が提訴され、アエマ八戸の案件について、「実勢価格を大きく上回る不動産ファンドの組成」があるとして外部通報がなされた。

### 開業後
アエマ社は、2025年4月15日の開業初日、営業時間の午前11時のオープンを30分延期があり「約30人の客から困惑の声」と報じられた。また、同社はグランドオープンしたと報道陣に発表したが、八戸市長の熊谷雄一氏は、「まだ本格オープンの段階ではないとの印象を受けた」とし、「構想や事業予定について積極的な情報公開を望む」と記者会見で意見を表明した。